# Hłorija Odessa
Hłorija Odessa (ukr. "Глорія" Одеса) – ukraiński klub piłki nożnej plażowej w Odessie.

## Historia
Zespół Hłorija został założony w Odessie w 2004. Większość zawodników została zaproszona z drużyny "Athletico Odessa" - srebrnego medalisty II ligi Ukrainy sezonu 2003/04. Wkrótce przyszedł pierwszy duży sukces - klub zdobył wicemistrzostwo Ukrainy Beach Soccera 2004 roku. Zaliczany do czołówki najlepszych ukraińskich klubów beach soccera.

## Sukcesy

### Krajowe
- Mistrzostwo Ukrainy :
  - wicemistrz: 2004
  - brązowy medalista: 2006, 2009
- Premier-liha :
  - mistrz: 2010
- Puchar Ukrainy :
  - zdobywca: 2008
- Superpuchar Ukrainy :
  - zdobywca: 2010

## Kadra

### Znani zawodnicy
- Anatolij Kołomijczuk
- Jurij Łoskutow